# Pelargonium coronopifolium
Pelargonium coronopifolium är en näveväxtart som beskrevs av Nikolaus Joseph von Jacquin. Pelargonium coronopifolium ingår i släktet pelargoner, och familjen näveväxter. Inga underarter finns listade i Catalogue of Life.